# Dactylopisthes locketi
Dactylopisthes locketi là một loài nhện trong họ Linyphiidae.
Loài này thuộc chi Dactylopisthes. Dactylopisthes locketi được Andrei V. Tanasevitch miêu tả năm 1983.